# Чепкас-Ильметево
Чепка́с-Ильме́тево (чув. Тури Чаткас) — деревня в Шемуршинском районе Чувашской Республики России. Входит в состав Чепкас-Никольского сельского поселения.

## География
Деревня находится в юго-восточной части Чувашии, в пределах Чувашского плато, в зоне хвойно-широколиственных лесов, на берегах реки Чепкасы, на расстоянии примерно 11 км (по прямой) к востоку-северо-востоку (ENE) от Шемурши, административного центра района. Абсолютная высота — 146 м над уровнем моря.
Климат
Климат характеризуется как умеренно континентальный, с умеренно холодной снежной зимой и тёплым летом. Среднегодовая температура воздуха — 3,1 °С. Средняя температура воздуха самого тёплого месяца (июля) — 18,7 °C (абсолютный максимум — 37 °C); самого холодного (января) — −12,3 °C (абсолютный минимум — −42 °C). Среднегодовое количество атмосферных осадков составляет 530 мм.
Часовой пояс
Деревня Чепкас-Ильметево, как и вся Чувашия, находится в часовой зоне МСК (московское время). Смещение применяемого времени относительно UTC составляет +3:00.

## Население
| 2010 | 2012 |
| ---- | ---- |
| 248  | ↗269 |

Половой состав
По данным Всероссийской переписи населения 2010 года, в гендерной структуре населения мужчины составляли 50 %, женщины — соответственно также 50 %.
Национальный состав
Согласно результатам переписи 2002 года, в национальной структуре населения чуваши составляли 91 % из 259 чел.